# 浪花家辰造
浪花家 辰造（なにわや　たつぞう）は、浪曲の名跡。3代続いたが一般的に辰造と言えば3代目のことを指す。
- 初代 - 初代浪花家辰丸門下
- 2代目 - 初代浪花家金蔵が襲名
- 3代目 - 後述に記す

## 3代目
3代目浪花家 辰造（なにわや　たつぞう、1918年（大正7年）2月6日 - 1988年（昭和63年）5月29日）は群馬県出身の浪曲師。昭和戦後期に台頭し、妻は東家小楽燕の娘の浪花家りつ子でその姉の桃山てつ江との二丁三味線の独特の節で名を残す。

### 来歴
本名は鈴木一郎。大正7年（1918年）2月6日、群馬県に生まれた。敷島小卒。小児麻痺の後遺症で片足が不自由だったため、百姓仕事もできず、16歳の時に上州で盛んだった節劇の浪花家辰圓一座に入る。座長が亡くなり、その添え状で大阪の興行社に身を寄せ、1940年に「早川勝之助」の名で浪曲の修業を重ねた。先輩に誘われ、旅興行に出る。節劇出身のため、太鼓や三味線もある程度こなし、重宝される。一座は日本海側から、足をのばして不況の東北の奥に入るが、そこで不入りが続き座長が夜逃げをしてしまう。やむなく一人で仙台を目指し放浪の旅を続け、村祭りや、湯治場の慰安、炭鉱の飯場などを弾き語りで回る。1944年とある町で少年浪曲宮川左近坊親子に会い、これが縁で再び大阪へ戻る。やがて戦争が激しくなり男手不足のため、浅草・浪花家興行社（二代目広沢虎造のいた興行社で、のちに豊芸プロ）の口利きで東京に移り、3代目浪花家辰造を襲名（浪花家辰圓・門下）。苦しい修業時代の辛酸を肥やしにした「芸」に生活を、生活に「芸」を見出した姿勢で、妻の浪花家りつ子、その実姉・桃山てつ江の二丁三味線を相方に、独自の辰造節を創出し好評を博す。NHK専属。やや身体を斜に構え、左の肘をテーブルにかけて歌いあげる姿が印象的であった。得意演目『黒田武士』で1971年（昭和46年）芸術祭賞受賞。1975年（昭和50年）民音制作の浪曲劇『南総里見八犬伝』（大西信行・作）に出演。
楽屋内やプライベートでも常だった芸一途ゆえの妻・りつ子との激しいやりとりが今に伝わる。